# 박철순
박철순(朴哲淳, 1956년 3월 12일 ~ )은 전 KBO 리그 OB 베어스의 투수이다.
연세대학교 시절 1979년에 참가한 한·미 대학 야구 선수권 대회에서 뛰어난 활약으로 주목받아, 밀워키 브루어스 산하 마이너 리그 팀에 입단하여 대한민국 야구 선수로는 2번째로 마이너 리그에 진출했다. 마이너 리그에서 활약상도 쌓아가고 트리플 A 진출을 약속받은 상태에서 1982년 KBO 리그가 출범하자 귀국했다. 이후 1982년 프로 원년 멤버로 OB 베어스에 입단하여 기적같은 한 시즌 22연승을 기록하는 등 원년에 24승 4패 7세이브를 기록했다. 최고의 활약으로 팀을 우승으로 이끌어 그 해 시즌 MVP가 되었다. 하지만 원년의 영광에도 불구하고 혹사로 인한 곧 허리하고 아킬레스건 등의 고질적인 부상으로 인해 원년 이후의 기록은 그리 좋은 편은 아니었다. 그러나 부상을 끊임없이 극복하며 재기하면서 '불사조'라는 별명을 얻었다.

## 출신학교
- 동광초
- 경남중
- 부산고 → 대성고 → 배명고
- 연세대 법학과

## 프로 이전
부산시 출생으로, 동광초등학교 6학년 때부터 야구를 시작했다. 그 후 경남중학교를 거쳐, 부산고등학교에 입학했다. 이후 대전대성고등학교 야구부에 편입 전학을 갔으나, 폭행 사건으로 야구부가 해체된 뒤 배명고등학교로 다시 전학을 갔다. 박철순은 이 때부터 투수로 활약하였지만, 주목할 만한 성적을 기록하지는 못했다.
1975년 1월 연세대학교 법학과에 입학하기 전에 체육 특기생으로 합격해, 연세대학교 야구부 소속이 되었다. 연세대학교 재학 중 공군에 입대하여 군 복무를 마쳤다. 1978년 네덜란드에서 열린 하를럼 야구 대회에 대표팀으로 선발되었다. 박철순은 오스트레일리아와의 경기에서 선발로, 쿠바와의 경기에서 구원으로 등판하여 모두 승리를 거두었다.

## 프로 생활

### 미국 프로 야구 경력
박철순은 1979년 제2회 한미 대학 야구 선수권 대회 참가를 계기로 밀워키 브루어스와 마이너 계약을 맺었다.

### 1982년
KBO 리그가 출범하자 귀국한 박철순은 서울 드래프트(당시 OB 베어스가 3년 간 대전에 머무는 조건으로 MBC 2명, OB 1명 순으로 선수 지명) 1순위(전체 3순위)로 OB 베어스와 계약금 2,000만원, 연봉 2,400만원으로 당시 최고의 대우를 받으며 입단했다(당시 프로야구 선수들의 평균 연봉 액수가 1,200여 만원 내외였음). 박철순의 데뷔전은 KBO 리그 개막전 다음 날인 3월 28일 동대문야구장에서 이루어졌다. 상대는 개막 경기에서 황규봉과 이선희를 두들겨 11-7로 삼성을 이긴 MBC 청룡이었다. OB는 1회부터 MBC의 감독 겸 선수로 출전한 백인천이 좌익선상으로 빠지는 적시 2루타를 쳐 2루 주자 김용윤에게 득점을 허용했으나 박철순은 1회 말 1점을 내준 뒤 5회 말엔 1안타와 내야 실책으로 1점을 헌납했을 뿐 더 이상 MBC의 득점을 허용치 않았고, OB 베어스는 2회 초 신경식이 우전 안타와 5회 초엔 3점을 뽑아 전세를 단박에 4-1로 뒤집었다. 6회 초 이홍범의 솔로 홈런에 이어 9회 초엔 신경식과 양세종이 대미를 장식하는 백투백 홈런을 날려 9-2로 첫 승을 올렸다. 박철순은 4월 10일 해태 타이거즈와의 경기에서 구원승을 달성하고 9월 18일 롯데 자이언츠전 완투승까지 22연승을 달성했다. 이 기록은 한·미·일 합쳐서 단일 시즌 최다 연승 기록이다. 박철순의 맹활약에 OB 베어스는 전기 리그 우승으로 한국시리즈에 진출하고 1982년 한국시리즈에서 삼성 라이온즈를 4승 1무 1패로 꺾어 KBO 리그 원년 우승을 달성했다.
이 해에 그는 당시 생소하던 "체인지업(당시 우리나라엔 지칭 언어조차도 없던 마구라 불리었다 함)" 포크볼과 팜볼을 던지며 24승 4패, 평균 자책 1.84라는 빼어난 기량으로 다승, 승률, 평균 자책 부문에서 모두 1위를 차지했다. 정규 리그 MVP는 보너스였다. 그리고 이 시즌 역대 최다 연승 (22연승)을 기록했다.

한편, 그 해 24승 중 16승이 선발승이었는데 그 이후 선동열(86년 17선발승), 손민한(2005년 17선발승)(선동열과 타이), 류현진 (2006년 18선발승), 양현종 (2017년 20 선발승), 리오스 (2007년 22선발승)에 의해 역대 정규시즌 최다 선발승 MVP 기록이 갱신되기도 했다.

### 1983년 ~ 1995년
1982년에 그가 보여준 절정의 기량은 고질적인 허리 부상으로 선수 생활의 마지막까지 오래 가지 못했다. 미국에서 수술을 받았지만, 1988년에는 설상가상으로 CF 촬영 도중 아킬레스건까지 파열되는 불운을 겪었다. 하지만 부상을 딛고 일어나 다시 좋은 활약을 보여주어서 “불사조”라는 별명이 붙었다. 플레잉코치로도 활동하기도 하였다.

### 은퇴
부상과 재기를 반복하다가 OB 베어스의 1995년 한국시리즈 우승에 기여하고 1996년 9월 4일 대전 한화전에서 선발로 등판하여 최고령 승리 투수가 되었다. 그리고 이 경기가 마지막이 되었으며, 시즌을 마친 후 현역 은퇴를 선언했다. 1997년에 열린 은퇴식 당시에 마운드 키스가 화제가 되기도 했다.

## 은퇴 이후
1996년 시즌을 마치고 최고령 투수로 은퇴한 후, OB의 투수코치를 맡았으나 OB 베어스 선수단 집단 이탈 사건의 주동자로 낙인찍힌 것 외에도 1997년 7월 13일 술을 마시고 승용차를 운전한 혐의 때문에 다음 날 강남경찰서로부터 도로교통법 위반 혐의로 불구속 입건되어 100일간의 운전면허정지 처분이 내려져 물의를 일으킨 데다 1998년 7월 15일 2군  훈련 도중 후배 선수를 구타한 고참선수들을 구단이 문책한 데 반발하는 등  구단과의 마찰로 그 해 시즌 중 사임하고 야구계를 완전히 떠났다. 사임한 후 잠시 경인방송에서 메이저 리그 해설을 맡기도 했다.
현재는 경기도 의왕시에서 스포츠 용품 회사인 알룩 스포츠의 회장겸 의왕시 사회인야구협회 고문을 맡고있다.

### 영구 결번
2002년 4월 5일에 두산 베어스는 박철순의 등번호였던 21번을 영구 결번으로 지정하였다.
| 투수: 1982-1996 2002년 결번 |

## 최동원 구타 사건
연세대 재학 당시 얼차려라는 명목으로 후배인 최동원을 구타하여 병원신세를 지게 한 적이 있다. 그 사건으로 인해 최동원은 연세대에서 다른 학교로 옮기겠다고 학교와 갈등을 빚다 결국 선후배간의 위계질서라는 명목으로 인해 불리한 상황에 놓여 있던 최동원 측에서 몇 달 후에 학교 측에 사죄했다고 한다. 이에 대해서는 증언이 엇갈리는 편인데, 최동원이 나중에 학교로부터 오히려 사과를 받았다는 이야기도 있다고 한다.
이당시 구타는 드러난 것만 3차례 이상 있었는데 언론에 보도된 것만 여기 언급된 동국대전 직후, 3월 12일 중앙대와의 연습경기, 그 전해 연고전에서 구타가 있었으며 최동원의 말에 따르면 각각 10대씩 맞았다고 한다. 그러나 박철순은 다른 선수들은 4대씩 때리던 걸 최동원만 봐줘서 2대만 때렸다고 말을 했다. 그러나 전치 17일이 나오고 허리에서 피가 나왔으며 배트가 부러졌다는 동기의 증언등을 볼 때 2대만 때린 것은 신빙성이 없을 가능성이 높다.
2011년 박동희 기자가 최동원과 김성한을 인터뷰한 기사를 보면, 당시 박철순의 구타로 인해 최동원은 배트가 부러질 정도로 맞았고 허리에 피멍이 들 정도였다고. 그로 인해 전치 2주 판단을 받아 고향에 내려가 쉬고 있었는데 학교 측의 음해로 인해 무단이탈이라는 기사가 나갔다.
박철순은 그저 4학년 선배 지시에 따른 것 뿐 주도적인 입장이 아니었다는 말도 있다. 그러나 선배 지시설은 사실이 아닐 확률이 높다. 박철순은 복학생이었고 오히려 4학년들 보다 나이도 많았고 학번도 빨랐다. 당시 4학년들은 57년생 76학번이고 박철순은 54년생 75학번이었다. 당시 박철순에 지시를 할 수 있는 선배가 없었고 박철순이 구타를 주도했을 확률이 높다. 또 박철순은 후배가 건방져서 때렸을 뿐이라고 했고 지시설을 직접 부인했다. 박철순의 미국 진출도 연세대에서 뛸 수 없는 상황에 사실상 쫓겨난 것이다.
이때만 하더라도 선배가 후배에게 기합을 주고 빠따를 치는 것은 용인하던 악습이 팽배하던 시기였다. 그러나 그럼에도 불구하고 그 시대의 기준으로도 도를 넘은 행위로 받아들여졌기 때문에 언론에도 나오고 퇴학 이야기까지 나온것.
최동원과 박철순은 중학교 선후배 관계인데 이때부터 트러블이 있었다는 말도 있으며 해당 사건 탓인지 1990년까지 롯데 통산 최다 선발승(51선발승) 보유자인 최동원의 주요 팀이었던 롯데 팬들은 본인(박철순)을 싫어한다.

## 주요 기록
| #                | 기록            | 소속 | 날짜        | 구장 | 상대팀 | 경기 결과 | 주석 및 기타                                                                   |
| 최다 연승        | 22연승          | OB   | 1982. 9. 18 | 대전 | 롯데   |           | 당시 나이 : 26세 6개월 6일                                                     |
| 최고령 승리 투수 | 39세 1개월 17일 | OB   | 1995. 4. 18 | 잠실 | LG     | 9 - 2     | 선발 7이닝 5안타 1실점                                                         |
| 최고령 승리 투수 | 40세 5개월 23일 | OB   | 1996. 9. 4  | 대전 | 한화   | 5 - 1     | 선발 5이닝 5안타 무실점                                                        |
| 최고령 완봉승    | 36세 5개월      | OB   | 1992. 8. 12 | 잠실 | 해태   | 0 - 5     | [ 20 ]                                                                         |
| 최고령 완봉승    | 38세 5개월      | OB   | 1994. 8. 12 | 잠실 | 태평양 |           | 2005년 송진우가 39세 6개월 22일로 경신                                         |
| 최고령 세이브    | 40세 4개월 18일 | OB   | 1996. 7. 30 | 잠실 | LG     | 4 - 6     | 9회초 1사 1,3루 등판, 두 타자 범타 처리 2007년 송진우가 41세 3개월 15일로 경신 |

## 통산 기록

### 마이너 리그경력
- 1980년 스톡턴 포츠 (싱글 A+) 3승 2패 평균자책 2.31 WHIP 1.00
- 1981년 스톡턴 포츠 (싱글 A+) 5승 7패 평균자책 4.22 WHIP 1.28
- 1981년 엘패소 디아블로스 (더블 A) 3승 3패 평균자책 5.77 WHIP 1.72
- 1981년 텍사스 리그 최다승 부문 3위

마이너 리그의 성적은 더 베이스볼 큐브 보관됨 2010-07-29 - 웨이백 머신 에 기록되어 있다.

### 연도별 투수 성적
| 연 도           | 소 속           | 나 이           | 승 리 | 패 전 | 승 률 | 평 자 책 | 출 장 | 선 발 | 완 투 | 완 봉 | 세 이 브 | 홀 드 | 이 닝  | 피 안 타 | 피 홈 런 | 볼 넷 | 고 4 | 탈 삼 진 | 몸 맞 | 보 크 | 폭 투 | 실 점 | 자 책 | 타 자 수 | W H I P |
| --------------- | --------------- | --------------- | ----- | ----- | ----- | -------- | ----- | ----- | ----- | ----- | -------- | ----- | ------ | -------- | -------- | ----- | ---- | -------- | ----- | ----- | ----- | ----- | ----- | -------- | ------- |
| 1982            | OB              | 26              | 24    | 4     | .857  | 1.84     | 36    | 19    | 15    | 2     | 7        | 0     | 224.2  | 151      | 7        | 67    | 1    | 108      | 6     | 0     | 4     | 60    | 46    | 871      | 0.97    |
| 1983            | OB              | 27              | 0     | 1     | .000  | 3.48     | 4     | 4     | 0     | 0     | 0        | 0     | 10.1   | 10       | 0        | 4     | 0    | 4        | 0     | 0     | 0     | 4     | 4     | 43       | 1.36    |
| 1985            | OB              | 29              | 1     | 4     | .200  | 2.68     | 9     | 5     | 2     | 0     | 0        | 0     | 50.1   | 36       | 2        | 14    | 0    | 34       | 2     | 0     | 1     | 19    | 15    | 193      | 0.99    |
| 1986            | OB              | 30              | 5     | 3     | .625  | 3.54     | 13    | 7     | 1     | 1     | 0        | 0     | 53.1   | 46       | 3        | 22    | 0    | 29       | 0     | 0     | 4     | 23    | 21    | 220      | 1.28    |
| 1987            | OB              | 31              | 2     | 0     | 1.000 | 2.25     | 5     | 3     | 1     | 0     | 1        | 0     | 24.0   | 17       | 0        | 9     | 0    | 11       | 0     | 0     | 0     | 7     | 6     | 97       | 1.08    |
| 1989            | OB              | 33              | 1     | 1     | .500  | 4.96     | 12    | 1     | 0     | 0     | 0        | 0     | 16.1   | 17       | 1        | 9     | 0    | 14       | 0     | 0     | 0     | 11    | 9     | 74       | 1.59    |
| 1990            | OB              | 34              | 4     | 9     | .308  | 4.78     | 18    | 16    | 2     | 1     | 0        | 0     | 96.0   | 104      | 6        | 41    | 1    | 58       | 0     | 0     | 2     | 53    | 51    | 420      | 1.51    |
| 1991            | OB              | 35              | 7     | 5     | .583  | 3.51     | 18    | 18    | 2     | 0     | 0        | 0     | 102.2  | 97       | 5        | 47    | 1    | 55       | 6     | 0     | 5     | 48    | 40    | 444      | 1.40    |
| 1992            | OB              | 36              | 7     | 6     | .538  | 2.80     | 30    | 6     | 1     | 1     | 9        | 0     | 99.2   | 92       | 5        | 34    | 3    | 68       | 1     | 0     | 6     | 35    | 31    | 411      | 1.26    |
| 1993            | OB              | 37              | 7     | 5     | .583  | 2.08     | 25    | 13    | 0     | 0     | 2        | 0     | 116.2  | 99       | 3        | 39    | 2    | 90       | 0     | 0     | 4     | 30    | 27    | 469      | 1.18    |
| 1994            | OB              | 38              | 7     | 7     | .500  | 2.61     | 20    | 15    | 5     | 2     | 0        | 0     | 93.0   | 73       | 3        | 29    | 0    | 66       | 3     | 0     | 1     | 31    | 27    | 369      | 1.10    |
| 1995            | OB              | 39              | 9     | 2     | .818  | 4.47     | 20    | 15    | 0     | 0     | 0        | 0     | 94.2   | 98       | 8        | 42    | 0    | 67       | 8     | 0     | 3     | 54    | 47    | 425      | 1.48    |
| 1996            | OB              | 40              | 2     | 6     | .250  | 2.62     | 21    | 11    | 0     | 0     | 1        | 0     | 68.2   | 68       | 0        | 34    | 2    | 44       | 4     | 0     | 1     | 26    | 20    | 302      | 1.49    |
| KBO 통산 : 13년 | KBO 통산 : 13년 | KBO 통산 : 13년 | 76    | 53    | .589  | 2.95     | 231   | 133   | 29    | 7     | 20       | 0     | 1050.1 | 908      | 43       | 391   | 10   | 648      | 30    | 0     | 31    | 401   | 344   | 4338     | 1.24    |

- 시즌 기록 중 굵은 글씨는 해당 시즌 최고 기록

## 방송 출연
- KBS 《이것이 인생이다》 - 불사조의 노래-박철순의 야구인생과 사랑 (1997년 11월 20일 방송)

## CF
- 1983년 LF 남성캐주얼
- 1988년 이랜드그룹 빅맨
- 1994년 오리온 초코파이
- 1996년 농심 큰사발 (with 허정민)
- 1999년 롯데네슬레코리아 테이스터스초이스
- 2012년 기아

CF 도중 점프를 너무 많이해서 아킬레스 건이 끊어졌다.